# Västra kläppen
Västra kläppen är ett skär i Åland (Finland). Det ligger i Skärgårdshavet och i kommunen Sottunga i landskapet Åland, i den sydvästra delen av landet. Ön ligger omkring 34 kilometer öster om Mariehamn och omkring 250 kilometer väster om Helsingfors.
Öns area är 1,4 hektar och dess största längd är 200 meter i nord-sydlig riktning. Trakten är glest befolkad. Närmaste större samhälle är Vårdö, 9,7 km nordväst om Västra kläppen.

## Klimat
Klimatet i området är tempererat. Årsmedeltemperaturen i trakten är 6 °C. Den varmaste månaden är augusti, då medeltemperaturen är 18 °C, och den kallaste är februari, med −2 °C.